# José Palacios Gutiérrez (boxeador)
José Palacios Gutiérrez (n. 8 de enero de 1947) es un ex boxeador mexicano.

## Biografía
Hijo de Jesús Palacios Valle y Lilia Gutiérrez Aguirre, nació en Cutzamala de Pinzón, Guerrero el día 8 de enero de 1947. 
Estudió la primaria en Cutzamala, en la escuela "Lic. Benito Juárez", cuando esta se encontraba en lo que hoy es el Ayuntamiento municipal, pero a causa de la pobreza y viendo la necesidad de trabajar a muy temprana edad, dejó la escuela cuando cursaba el tercer año. En aquella época la región de la Tierra Caliente carecía de escuelas y de fuentes de empleo y el panorama de tener una vida mejor no era muy alentador; este fue el motivo por el que muchas personas decidieron partir hacia la Ciudad de México buscando una mejor forma de vida.
Y así, llegó el momento en que José Palacios decidió partir a la Capital de la República sin saber lo que el destino le tenía preparado. Trabajó en la construcción con la compañía PROASA; también trabajó en el Departamento de Luz y Fuerza del Centro.
Después de una riña callejera, una persona se le acercó a José y le recomendó probar suerte en el boxeo y asistió a un gimnasio ubicado por Salto del Agua a entrenar. Poco a poco fue demostrando capacidad en dicho deporte y comenzaron a llegar las ofertas para participar en peleas formales. Fue campeón del "Guante de Oro", tuvo combates en diferentes países como: Polonia, Argentina, Cuba, Italia y Checoslovaquia. Su mánager fue Lupe Sánchez.
Se inscribió en el Centro Olímpico para participar en las Olimpiadas de México 68. pero a causa de diferencias con los organizadores no pudo participar en el torneo. Terminadas las Olimpiadas, debutó profesionalmente. En 1975 se coronó Campeón Nacional de Peso wélter, en Tuxtla Gutiérrez al derrotar por Nocaut en el segundo raund al "Mulato Zuñiga".
En la Ciudad de México al pelear con "El Pipino Cuevas" se fracturó una mano y perdió la pelea y por lo tanto el Campeonato. Posteriormente disputó el Campeonato Mundial de Peso wélter contra Carlos Palomino, pero no tuvo éxito. Ya retirado y dedicado al comercio y la ganadería, José Palacios radica en su pueblo natal.
Durante sus años de éxito en el boxeo, paisanos de Cutzamala, le regalaron a José una capa que tenía grabado el nombre de Cutzamala. José la utilizó en muchas peleas. El Campeón José Palacios puso muy en alto el nombre de su pueblo, y hoy es un ejemplo para todos los jóvenes Cutzamaltecos amantes del deporte.
- Datos: Q6455072